# Kamal

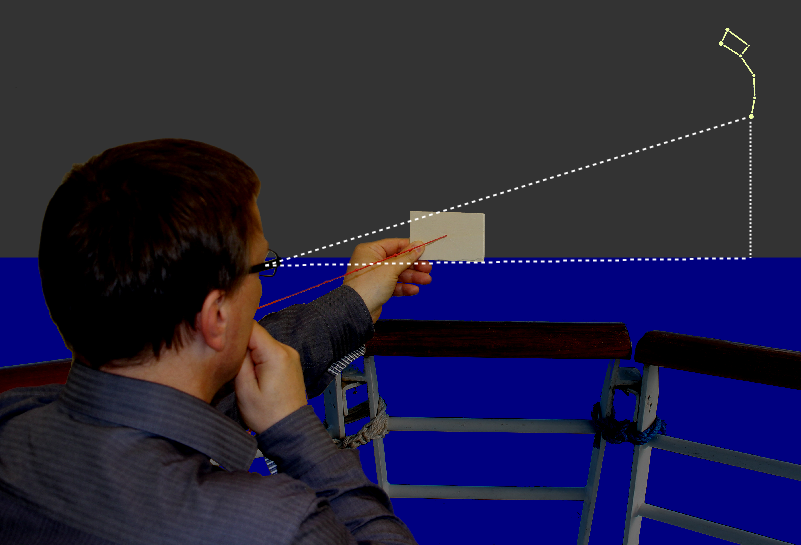
Exemplo do uso do kamal para determinar a altura da estrela Polaris e, a partir dela, a latitude da embarcação.

Kamal é um antigo instrumento de navegação usado para determinar a latitude de uma embarcação.
O kamal, ou tábuas- da- índia, referido por João de Lisboa servia para marcar a altura a que era observada a Estrela Polar no porto do destino, através de um nó marcado num cordel que estava ligado a um  quadrado ou  rectângulo de madeira. Estendido este à distância de um braço do piloto, devia-se por um dos bordos do quadrado ou rectângulo observar o horizonte e pelo outro visar a estrela. Todas as noites o piloto teria de conduzir o navio ao paralelo em que o observador coincidisse com uma derrota leste-oeste ou vice-versa, com  o objectivo de se fazer uma navegação directa ao lugar que se pretendia atingir.
Este instrumento esteve em  uso no Oceano Índico até ao século XIX. Prinzep encontrou e fez uma descrição minuciosa que Gabriel Ferrand transcreveu em 1922.Vasco da Gama trouxe um kamal para Portugal. Este instrumento foi usado com insucesso na viagem de Pedro Álvares Cabral.